# Hallie Todd
Hallie Todd, z domu Hallie J. Eckstein (ur. 7 stycznia 1962) – amerykańska aktorka.
Todd urodziła się w Los Angeles w Kalifornii jako córka producenta George’a Ecksteina i aktorki Ann Guilbert. Ma siostrę Norę. Jej rodzice rozwiedli się, matka poślubiła aktora Guya Raymonda.
Zagrała bezdomną w świątecznym odcinku sitcomu Growing Pains. Grała córkę byłego piłkarza Joego Watersa, Penny Waters, w serialu komediowym Brothers. Później zagrała Lal, „córkę” Daty w serialu Star Trek: Następne pokolenie, następnie matkę w filmie Disney Channel Odlotowy prezent gwiazdkowy, kolejno kuzynkę Hildy i Zeldy imieniem Marigold (matkę Amandy) w serialu Sabrina, nastoletnia czarownica oraz matkę Lizzy Jo McGuire w serialu Lizzie McGuire.
W 1991 Todd wyszła za aktora Glenna Withrowa. Aktualnie udziela się w „In-House Media” – biznesie, który specjalizuje się w trenowaniu młodych aktorów.

## Filmografia
- Fast Times at Ridgemont High (1982) jako przyjaciółka Lindy
- Kto pokocha moje dzieci? (Who Will Love My Children?, 1983) jako Joann Fray
- The Best of Times (1983) jako Patti Eubanks
- Sam’s Son (1984) jako Cathy Stanton
- The Check Is in the Mail... (1986) jako Robin Jackson
- Going Places (odcinki The Camping Show, Married to the Mob i Take My Girlfriend Please, 1990–1991) jako Kate Griffith
- Napisała: Morderstwo (7 odcinków, 1990–1991) jako Rhoda Markowitz
- Odlotowy prezent gwiazdkowy (The Ultimate Christmas Present, 2000) jako Michelle Thompson
- Lizzie McGuire (2001–2004) jako Jo McGuire
- W krzywym zwierciadle: Rodzinne święta (Thanksgiving Family Reunion, 2003) jako Jill Snider
- Lizzie McGuire (The Lizzie McGuire Movie, 2003) jako Jo McGuire

### Gościnnie
- Family (odcinek Daylight Serenade, 1980) jako Marci Murdock
- ABC Afterschool Specials (odcinek Have You Ever Been Ashamed of Your Parents?, 1983) jako Brenda
- Autostrada do nieba (Highway to Heaven, odcinek Cindy, 1985) jako Cindy DeGeralimo
- The Golden Girls (odcinek Nice and Easy, 1986) jako Lucy
- Growing Pains (odcinek The Kid, 1986) jako The Kid (dziecko)
- Brothers (odcinki Moving Out i Christmas Episode, 1988) jako Penny Waters
- Star Trek: Następne pokolenie (odcinek The Offspring, 1990) jako Lal
- Murder, She Wrote (odcinek Class Act, 1989) jako Moira McShane
- Laurie Hill (odcinek The Birds and the Elephants, 1992) jako Ellen Maddox
- Brooklyn Bridge (odcinek In the Still of the Night, 1992) jako panna Chapin
- Life with Roger (1996) jako Lanie Clark
- Morderstwo (Murder One odcinek Chapter Eighteen, 1996) jako Monica Reese
- Diagnoza morderstwo (Diagnosis Murder odcinek Left-Handed Murder, 1996) jako Susan Stimpson
- Two of a Kind (odcinek Breaking Them Up Is Hard to Do, 1998) jako Marci
- Sabrina, nastoletnia czarownica (Sabrina, the Teenage Witch, odcinek Sabrina the Matchmaker, 1999) jako Marigold
- Kim Kolwiek (Kim Possible, odcinek Day of the Snowmen, 2003) jako Summer Gale (głos)
- Zwariowany świat Malcolma (Malcolm in the Middle, odcinek Dirty Magazine, 2004) jako panna Shaw
- Brandy & Mr. Whiskers (Freaky Tuesday, 2005) jako dr Phyliss (głos)

### Jako ona sama
- Express Yourself (2001) jako Hallie Todd
- Hilary’s Roman Adventure (2004) jako Hallie Todd